# Satellite Award du meilleur acteur dans une mini-série ou un téléfilm

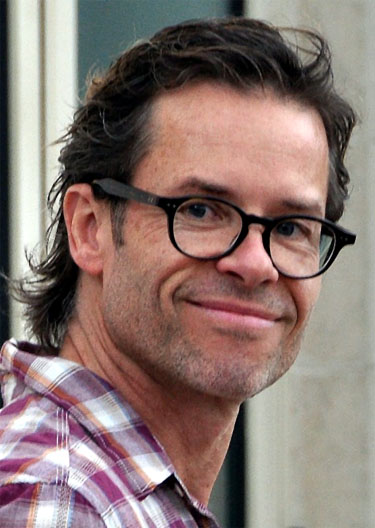
Guy Pearce.

Le Satellite Award du meilleur acteur dans une mini-série ou un téléfilm (Satellite Award for Best Actor – Miniseries or Television Film) est une distinction de la télévision américaine décernée par The International Press Academy depuis 1997.

## Palmarès
Note : les gagnants sont indiqués en gras.

### Années 1990
- 1997 : Alan Rickman pour le rôle de Grigori Raspoutine dans Raspoutine (Rasputin: Dark Servant of Destiny)
  - Beau Bridges pour le rôle de Bill Januson dans Hidden in America
  - Ted Danson pour le rôle de Gulliver dans Le Voyage de Gulliver (Gulliver's Travels)
  - Eric Roberts pour le rôle de Perry Smith dans De sang froid (In Cold Blood)
  - James Woods pour le rôle de Temple Rayburn dans The Summer of Ben Tyler

- 1998 : Gary Sinise pour le rôle de George Wallace dans George Wallace
  - Armand Assante pour le rôle d'Ulysse dans L'Odyssée (The Odyssey)
  - Gabriel Byrne pour le rôle de Lionel Powers dans Weapons of Mass Distraction (en)
  - Sidney Poitier pour le rôle de Nelson Mandela dans Mandela and de Klerk
  - Ving Rhames pour le rôle de Don King dans Don King: Only in America

- 1999 : Delroy Lindo pour le rôle de Mathew Henson dans L'Odyssée du pôle nord (Glory & Honor)
  - Cary Elwes pour le rôle du lieutenant colonel James Burton dans Secret défense (The Pentagon Wars)
  - Laurence Fishburne pour le rôle de Socrates Fortlow dans Always Outnumbered
  - Kevin Pollak pour le rôle de Joe Shea dans De la Terre à la Lune (From the Earth to the Moon)
  - Patrick Stewart pour le rôle du capitaine Achab dans Moby Dick

### Années 2000
- 2000 : William H. Macy pour le rôle de Terry Thorpe dans A Slight Case of Murder
  - Beau Bridges pour le rôle de P.T. Barnum dans P.T. Barnum
  - Don Cheadle pour le rôle de Grant Wiggins dans A Lesson Before Dying
  - Delroy Lindo pour le rôle de Clarence Thomas dans Strange Justice (en)
  - Brent Spiner pour le rôle de Earl Mills dans Introducing Dorothy Dandridge

- 2001 : James Woods pour le rôle de Dennis Barrie dans Dirty Pictures
  - Andy Garcia pour le rôle d'Arturo Sandoval dans For Love or Country: The Arturo Sandoval Story
  - Louis Gossett Jr. pour le rôle de Lou Hastings dans The Color of Love: Jacey's Story
  - Bob Hoskins pour le rôle de Manuel Noriega dans Noriega: God's Favorite
  - Matthew Modine pour le rôle de Charlie Gordon dans Des fleurs pour Algernon (Flowers for Algernon)

- 2002 : Richard Dreyfuss pour le rôle d'Alexander Haig dans The Day Reagan Was Shot
  - William Hurt pour le rôle de Varian Fry dans Varian's War
  - Ben Kingsley pour le rôle d'Otto Frank dans Anne Frank: The Whole Story
  - Damian Lewis pour le rôle du major Richard D. Winters dans Frères d'armes (Band of Brothers)
  - Jeffrey Wright pour le rôle de Martin Luther King dans Boycott

- 2003 : William H. Macy pour le rôle de Bill Porter dans Une question de courage (Door to Door)
  - Ted Danson pour le rôle de James Van Praagh dans Apparitions (Talking To Heaven)
  - Albert Finney pour le rôle de Winston Churchill dans The Gathering Storm
  - Harry Lennix pour le rôle d'Adam Clayton Powell Jr. dans Keep the Faith, Baby
  - Patrick Stewart pour le rôle de John Lear dans King of Texas

- 2004 : James Woods pour le rôle de Rudy Giuliani dans Rudy: The Rudy Giuliani Story
  - Robert Carlyle pour le rôle d'Adolf Hitler dans Hitler : la Naissance du mal (Hitler : the Rise of Evil)
  - Troy Garity pour le rôle de Barry Winchell dans Soldier's Girl
  - Lee Pace pour le rôle de Calpernia Addams dans Soldier's Girl
  - Al Pacino pour le rôle de Roy Cohn dans Angels in America
  - Tom Wilkinson pour le rôle de Roy 'Ruth' Applewood dans Normal

- 2005 (janvier) : Jamie Foxx pour le rôle de Stan 'Tookie' Williams dans Redemption: The Stan Tookie Williams Story
  - Keith Carradine pour le rôle de Wild Bill Hickok dans Deadwood
  - Mos Def pour le rôle de Vivien Thomas dans La Création de Dieu (Something the Lord Made)
  - Alan Rickman pour le rôle du Dr Alfred Blalock dans La Création de Dieu (Something the Lord Made)
  - Geoffrey Rush pour le rôle de Peter Sellers dans Moi, Peter Sellers (The Life and Death of Peter Sellers)

- 2005 (décembre) : Jonathan Rhys Meyers pour le rôle de Elvis Presley dans Elvis : Une étoile Est Née (Elvis)
  - Ted Danson pour le rôle de Mitchell Garabedian dans Our Fathers
  - Kenneth Branagh pour le rôle de Franklin D. Roosevelt dans Warm Springs
  - Ed Harris pour le rôle de Miles Roby dans Empire Falls
  - Christian Campbell pour le rôle de Jimmy Harper dans Reefer Madness
  - Rupert Everett pour le rôle de Sherlock Holmes dans Sherlock Holmes and the Case of the Silk Stocking

- 2006 : Bill Nighy pour le rôle de Gideon Warner dans Gideon's Daughter
  - Andre Braugher pour le rôle de Nick Atwater dans Thief
  - Charles Dance pour le rôle de M.. Tulkinghorn dans Bleak House
  - Hugh Dancy pour le rôle du Robert Devereux, 2e comte d'Essex dans Elizabeth I
  - Ben Kingsley pour le rôle de Herman Tarnower dans Mrs. Harris

- 2007 : David Oyelowo pour le rôle de Matt Wellings dans Cinq jours (Five Days)
  - Jim Broadbent pour le rôle de Frank Pakenham dans Longford
  - Robert Lindsay pour le rôle de Tony Blair dans The Trial of Tony Blair
  - Aidan Quinn pour le rôle de Henry L. Dawes dans Bury My Heart at Wounded Knee
  - Tom Selleck pour le rôle de Jesse Stone dans Jesse Stone pour
  - Toby Stephens pour le rôle d'Edward Fairfax Rochester dans Jane Eyre

- 2008 : Paul Giamatti pour le rôle de John Adams dans John Adams
  - Benedict Cumberbatch pour le rôle de Stephen Ezard dans The Last Enemy
  - Ralph Fiennes pour le rôle de Bernard Lafferty dans Bernard and Doris
  - Stellan Skarsgård pour le rôle de Baumgarten dans God on Trial
  - Kevin Spacey pour le rôle de Ron Klain dans Recount
  - Tom Wilkinson pour le rôle de James Baker dans Recount

- 2009 : Brendan Gleeson pour le rôle de Winston Churchill dans Into the Storm
  - Kenneth Branagh pour le rôle de Kurt Wallander dans Les Enquêtes de l'inspecteur Wallander (Wallander)
  - Kevin Bacon pour le rôle du Lieutenant-Colonel Mike Strobl dans Taking Chance
  - William Hurt pour le rôle de Will Esterhuyse dans Endgame
  - Jeremy Irons pour le rôle d'Alfred Stieglitz dans Georgia O'Keeffe
  - Ian McKellen pour le rôle de Numéro 2 dans Le Prisonnier

### Années 2010
- 2010 : Al Pacino pour le rôle de Jack Kevorkian dans La Vérité sur Jack (You Don't Know Jack)
  - Benedict Cumberbatch pour le rôle de Sherlock Holmes dans Sherlock
  - Idris Elba pour le rôle de John Luther dans Luther
  - Ian McShane pour le rôle de Waleran Bigod dans Les Piliers de la terre (The Pillars of the Earth)
  - Barry Pepper pour le rôle de Bill Wilson dans Quand l'amour ne suffit plus : L'Histoire de Lois Wilson (When Love Is Not Enough: The Lois Wilson Story)
  - Dennis Quaid pour le rôle de Bill Clinton dans The Special Relationship
  - David Suchet pour le rôle de Hercule Poirot dans Poirot : Le Crime de l'Orient-Express (Agatha Christie Poirot: Murder on the Orient Express)

- 2011 : Jason Isaacs pour le rôle de Jackson Brodie dans Jackson Brodie, détective privé
  - Hugh Bonneville pour le rôle de Robert, Comte de Grantham dans Downton Abbey
  - Idris Elba pour le rôle de John Luther dans Luther
  - Laurence Fishburne pour le rôle de Thurgood Marshall dans Thurgood
  - William Hurt pour le rôle de Henry Paulson dans Too Big to Fail : Débâcle à Wall Street (Too Big to Fail)
  - Bill Nighy pour le rôle de Johnny Worricker dans Page Eight

- 2012[1] : Benedict Cumberbatch pour le rôle de Sherlock Holmes dans Sherlock
  - Kenneth Branagh pour le rôle de Kurt Wallander dans Les Enquêtes de l'inspecteur Wallander (Wallander)
  - Kevin Costner pour le rôle de 'Devil' Anse Hatfield dans Hatfields and McCoys
  - Idris Elba pour le rôle de John Luther dans Luther
  - Woody Harrelson pour le rôle de Steve Schmidt dans Game Change
  - Clive Owen pour le rôle d'Ernest Hemingway dans Hemingway & Gellhorn

- 2014 : Michael Douglas pour le rôle de Liberace dans Ma vie avec Liberace (Behind the Candelabra)
  - Matt Damon pour le rôle de Scott Thorson dans Ma vie avec Liberace (Behind the Candelabra)
  - Benedict Cumberbatch pour le rôle de Christopher Tietjens dans Parade's End
  - Chiwetel Ejiofor pour le rôle de Louis Lester dans Dancing on the Edge
  - Matthew Goode pour le rôle de Stanley Mitchell dans Dancing on the Edge
  - Peter Mullan pour le rôle de Matt Mitcham dans Top of the Lake
  - Al Pacino pour le rôle de Phil Spector dans Phil Spector
  - Dominic West pour le rôle de Richard Burton dans Burton and Taylor

- 2015 : Mark Ruffalo pour le rôle de Alexander "Ned" Weeks dans The Normal Heart
  - Dominic Cooper pour le rôle de Ian Fleming dans Fleming : L'Homme qui voulait être James Bond (Fleming: The Man Who Would Be Bond)
  - Richard Jenkins pour le rôle de Henry Kitteridge dans Olive Kitteridge
  - Stephen Rea pour le rôle de Sir Hugh Hayden-Hoyle dans The Honourable Woman
  - David Suchet pour le rôle de Hercule Poirot dans Hercule Poirot (Agatha Christie's Poirot)
  - Kiefer Sutherland pour le rôle de Jack Bauer dans 24: Live Another Day

- 2016 : Mark Rylance pour le rôle Thomas Cromwell dans Wolf Hall
  - Martin Clunes pour le rôle de Arthur Conan Doyle dans Arthur and George
  - Michael Gambon pour le rôle de Howard Mollison dans The Casual Vacancy
  - Oscar Isaac pour le rôle de Nick Wasicsko dans Show Me a Hero
  - Damian Lewis pour le rôle de Henry VIII dans Wolf Hall
  - Ben Mendelsohn pour le rôle de Danny Rayburn dans Bloodline
  - David Oyelowo pour le rôle de Peter Snowden dans Nightingale

- 2017 : Bryan Cranston pour le rôle de Lyndon B. Johnson dans All the Way
  - Cuba Gooding Jr. pour le rôle d'O.J. Simpson dans American Crime Story : The People v. O.J. Simpson
  - Tom Hiddleston pour le rôle de Jonathan Pine dans The Night Manager
  - Anthony Hopkins pour le rôle de Sir dans The Dresser
  - Wendell Pierce pour le rôle de Clarence Thomas dans Confirmation
  - Courtney B. Vance pour le rôle de Johnnie Cochran dans American Crime Story : The People v. O.J. Simpson

- 2018 : Robert De Niro pour le rôle de Bernard Madoff dans The Wizard of Lies
  - Benedict Cumberbatch pour le rôle de Sherlock Holmes dans Sherlock
  - Jude Law pour le rôle du pape Pie XIII dans The Young Pope
  - Ewan McGregor pour les rôles d'Emmit et Ray Stussy dans Fargo
  - Tim Pigott-Smith pour le rôle du roi Charles III dans King Charles III

- 2019 : Darren Criss – American Crime Story: The Assassination of Gianni Versace
  - Daniel Brühl – L'Aliéniste
  - Benedict Cumberbatch – Patrick Melrose
  - Jeff Daniels – The Looming Tower
  - Hugh Grant – A Very English Scandal
  - Jared Harris – The Terror

### Années 2020
- 2020 : Jared Harris pour le rôle de Valeri Legassov dans Chernobyl
  - Russell Crowe pour le rôle de Roger Ailes dans The Loudest Voice
  - Jharrel Jerome pour le rôle de Korey Wise dans Dans leur regard
  - Aaron Paul pour le rôle de Jesse Pinkman dans El Camino : Un film Breaking Bad (El Camino: A Breaking Bad Movie)
  - Chris Pine pour le rôle de Jay Singletary dans I Am the Night
  - Sam Rockwell pour le rôle de Bob Fosse dans Fosse/Verdon

- 2021 : Ethan Hawke dans The Good Lord Bird 
  - John Boyega dans Small Axe
  - Bryan Cranston dans Your Honor
  - Hugh Grant dans The Undoing
  - Hugh Jackman dans Bad Education
  - Chris Rock dans Fargo
  - Mark Ruffalo dans I Know This Much Is True

- 2022 : Ewan McGregor dans Halston (Netflix)
  - Colin Farrell dans The North Water (AMC+)
  - Stephen Graham dans Help (Channel 4)
  - Michael Keaton dans Dopesick (Hulu)
  - Clive Owen dans American Crime Story: Impeachment (FX)
  - Andrew Scott dans Oslo (HBO)

- 2023 : Evan Peters pour Monstre
  - Jon Bernthal pour We Own This City
  - Jeff Bridges pour The Old Man
  - Andrew Garfield pour Sur ordre de Dieu
  - Jared Leto pour WeCrashed
  - Sean Penn pour Gaslit

- 2024 : Guy Pearce – A Spy Among Friends
  - Matt Bomer – Fellow Travelers
  - Jon Hamm – Fargo
  - Damian Lewis – A Spy Among Friends
  - Bill Pullman – Murdaugh Murders: The Movie
  - Steven Yeun – Acharnés (Beef)

- 2025 : Colin Farrell – The Penguin
  - Richard Gadd – Mon petit renne (Baby Reindeer)
  - Tom Hollander – Feud: Les Trahisons de Truman Capote (Feud: Capote vs The Swans)
  - Andrew Scott – Ripley
  - Callum Turner – Masters of the Air
  - Hoa Xuande – Le Sympathisant (The Sympathizer)